# Кастелли, Кристофоро де
Кристофоро де Кастелли (итал. Christoforo de Castelli, 1597—1659) — итальянский монах и миссионер. В 1632—1654 годах в составе театинской миссии пребывал в Грузии.

## Биография
Терамо Кастелли (итал. Teramo Castelli) родился в Генуе в 1597 или 1600 году в богатой дворянской семье. После смерти отца они, вместе с матерью переехали в Палермо к её дяде по материнской линии. Там де Кастелли учился в иезуитском коллегиуме Массимо. Благодаря священнику церкви Сан-Джузеппе-деи-Театини он познакомился с Пьетро Авитабиле, который и рекомендовал направить его в Грузию.
В 1631 году де Кастелли принял священство и вступил в театинский орден с именем Кристофоро, после чего отправился в Грузию, куда прибыл в 1632 году. Там он проживал в течение 20 или 22 лет. В 1652, 1655 или 1657 году вернулся в Италию. Там его, как посла Левана II Дадиани и Александра III, принял Фердинандо II Медичи. Из Рима де Кастелли отправился в Палермо, взяв с собой все альбомы. Там он приступил к написанию мемуаров, в которых подвёл итог своей деятельности в Грузии.
Умер в Палермо, по одним данным — 3 октября 1659 года, по другим — в 1660 году.

## Миссия в Грузию

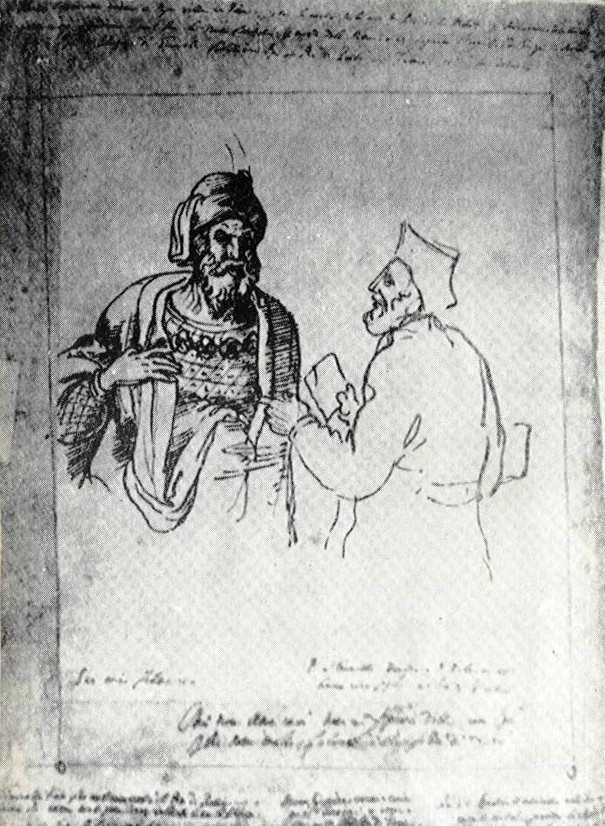
Беседа Теймураза I и Кристофоро де Кастелли

Отношения между Грузией и Римско-католической церковью имели длительную историю. Грузия была заинтересована в установлении с Европой культурно-экономического союза; Рим — в распространении католицизма и унии церквей; кроме того, обе стороны были заинтересованы в военном союзе против Турции. В XVII веке грузинские правители неоднократно приглашали католических миссионеров. В частности, в 1614—1615 годах по приглашению Левана II Дадиани в Менгрелии находились французские иезуитские миссионеры; в 1616 году Грузию посетил доминиканский настоятель; в 1626 году — августинцы.
14 мая 1626 года в Ватикане был принят декрет об основании театинской миссии в Грузии. Миссия состояла из 5 человек, её возглавил Пьетро Авитабиле. Она обосновалась в Гори, там же была построена католическая церковь. 3 августа 1630 года Авитабиле отправился обратно в Рим, чтобы передать письма Теймураза I и католикоса Захарии римскому папе Урбану VIII и другим деятелям. Помимо прочего, в них содержалась просьба прислать профессионального врача и художника.
10 июля 1632 года Авитабиле вместе с 8 миссионерами, в числе которых был Кристофоро де Кастелли, вернулся в Гори. В Грузию они попали через территорию Турции.
В октябре 1634 года, при содействии епископа Шемокмеди Максиме Мачутадзе, де Кастелли вместе с 2 другими миссионерами переехали в Гурию. Они поселились в Озургети, где им была выдана церковь, которую де Кастелли украсил «греческими и латинскими святыми». Грузинское духовенство было заинтересовано в деятельности миссионеров, поскольку она способствовала просвещению. Однако, некоторые представители духовенства и знати были настроены против миссионеров. 16 июня 1636 года был подожжён дом миссионеров, сгорели все рисунки де Кастелли.
В 1639 году умер покровительствовавший миссионерам Малахия II Гуриели, и к власти пришёл Вахтанг II Гуриели, в связи с чем 7 октября 1640 года де Кастелли был вынужден переехать в Мегрелию.
В 1644—1646 годах де Кастелли жил в Имеретии, где царь Александр III выделил ему церковь в Кутаиси и наделил неограниченными полномочиями. Де Кастелли открыл приюты в Кутаиси, Аргвети, Багдади, Опшквити и Сепии. Также известно, что он разбирался в медицине и основал в Кутаиси больницу. В 1648 году по требованию Левана II Дадиани он вернулся в Мегрелию. С 1649 года в должности легата занимался миссионерской деятельностью.
В 1652 году, по просьбе де Кастелли, в Грузию были направлены 3 театинских миссионера. По одним данным, в этом же году он отправился в Рим, куда прибыл 20 августа. По другим данным, Грузию он покинул в 1654 году, а в Рим прибыл летом 1655 года. По третьим данным, он вернулся в Палермо в 1654 или 1657 году.

## Произведения
Во время пребывания в Грузии, Кристофоро де Кастелли составил обширный альбом, содержащий множество сведений и зарисовок. Один том был безвозвратно утрачен во время шторма, в пути из Рима в Палермо. Сохранившиеся 7 альбомов находятся в Коммунальной Библиотеке Палермо и содержат около тысячи листов с рисунками и рукописным текстом.
Работы де Кастелли хранились в библиотеке до 1878 года, пока их не обнаружил итал. Gioacchino Di Marzo. Впервые некоторые из этих работ были опубликованы Михаилом Тамарашвили в 1904 году. В 1970—1990-х годах некоторые из работ также были опубликованы грузинскими и итальянскими историками.
На рисунках де Кастелли запечатлены сцены из грузинской жизни, пейзажи, архитектура, портреты знаменитых людей.

Теймураз I и Хорошан Дареджан
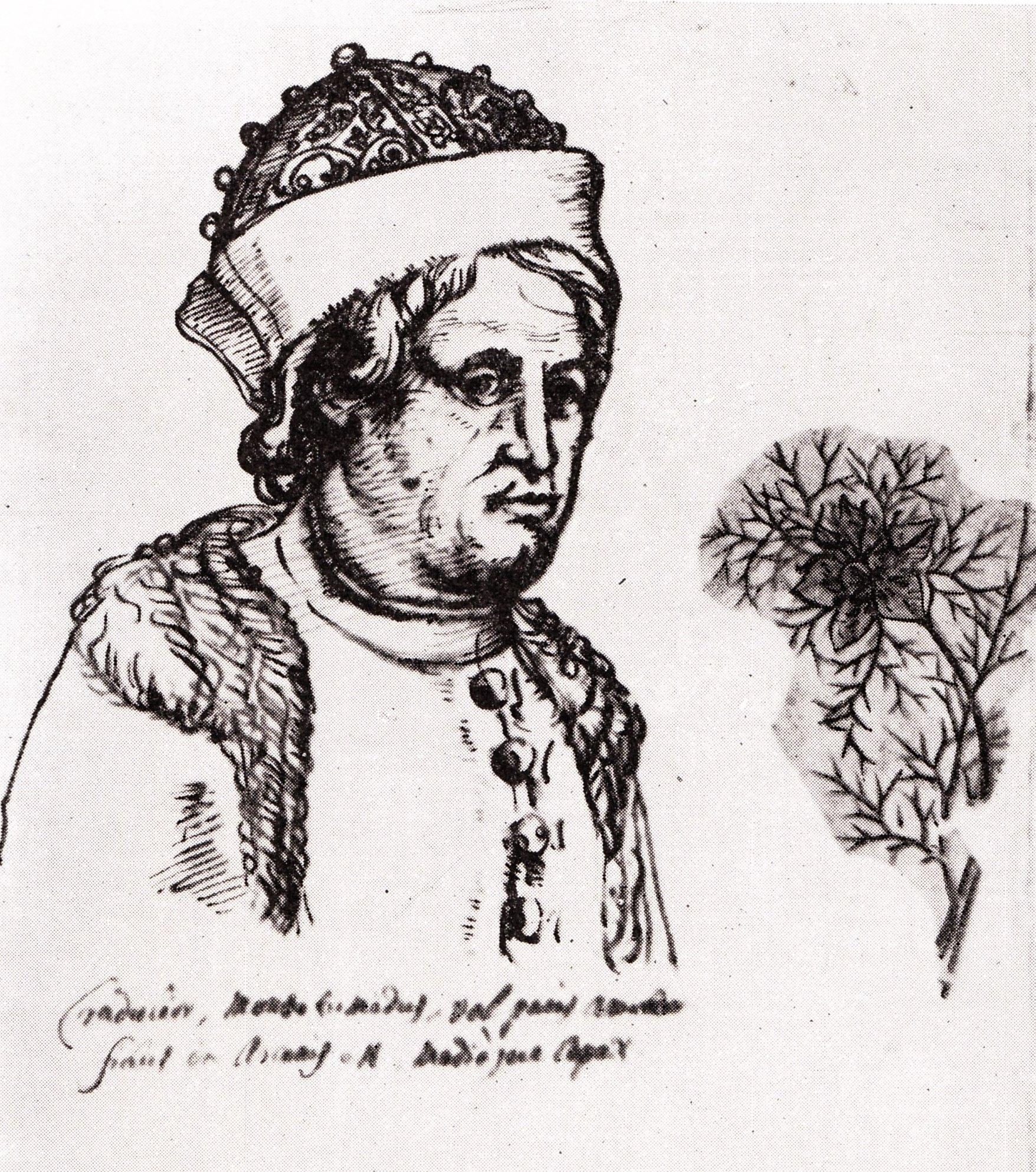
Леван II Дадиани
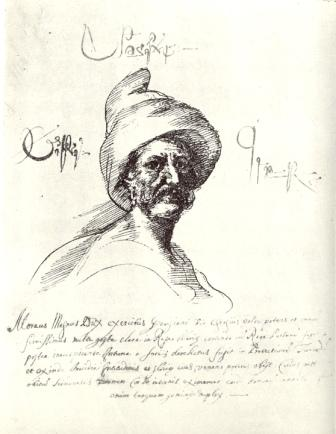
Георгий Саакадзе
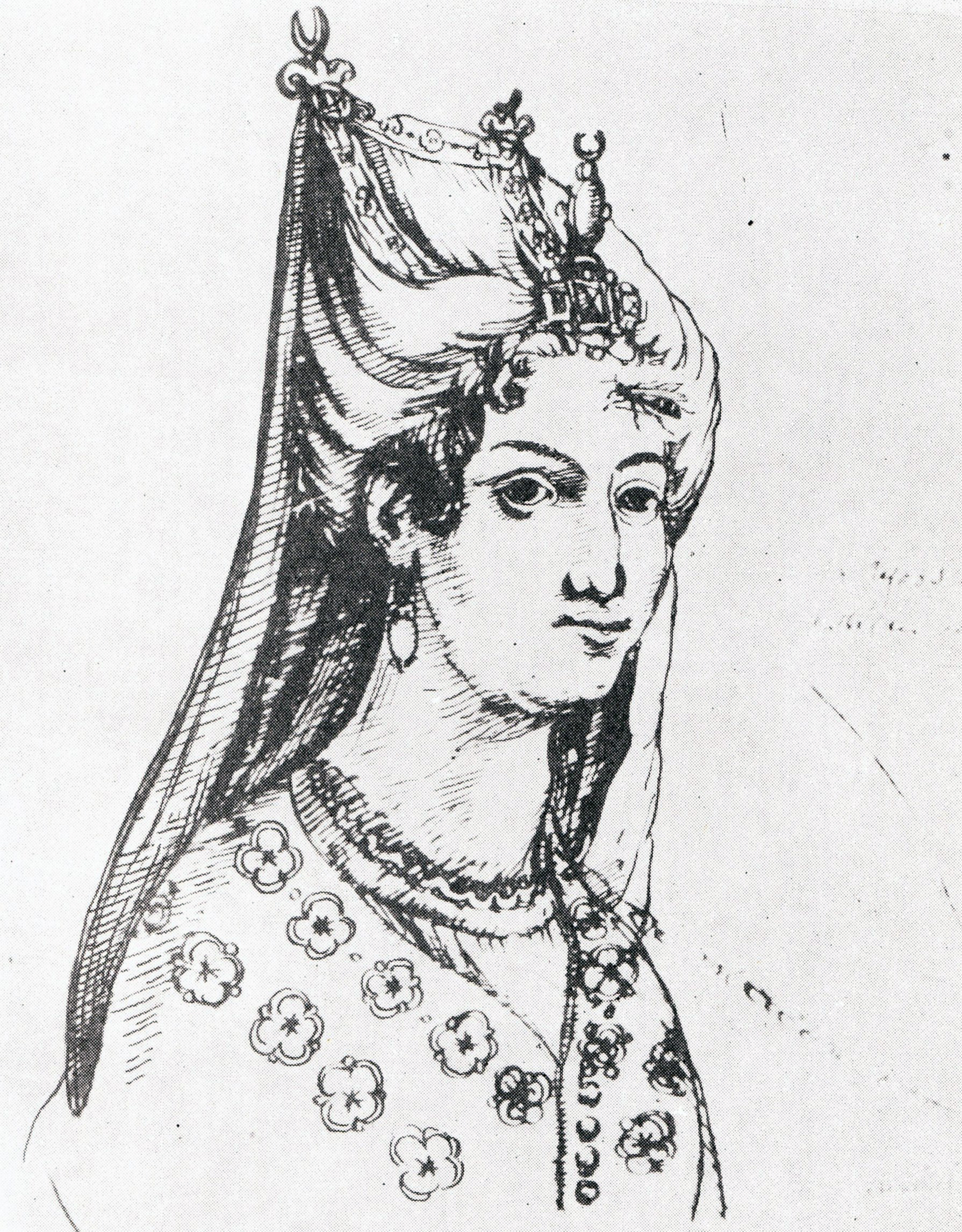
Мариам Дадиани
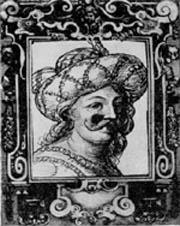
Александр III
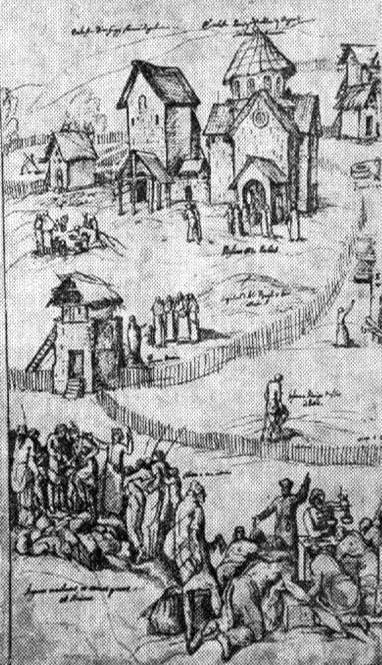
Католическая миссия в Мегрелии
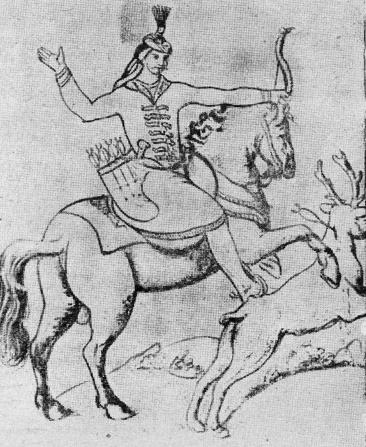
Сцена охоты
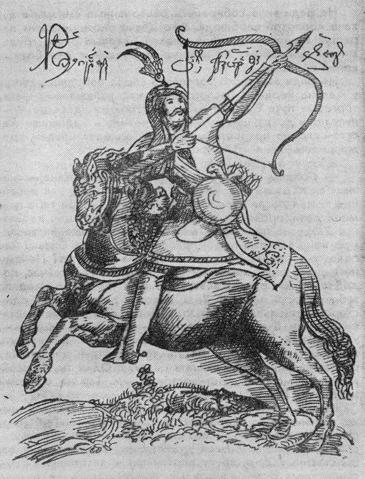
Грузинский всадник
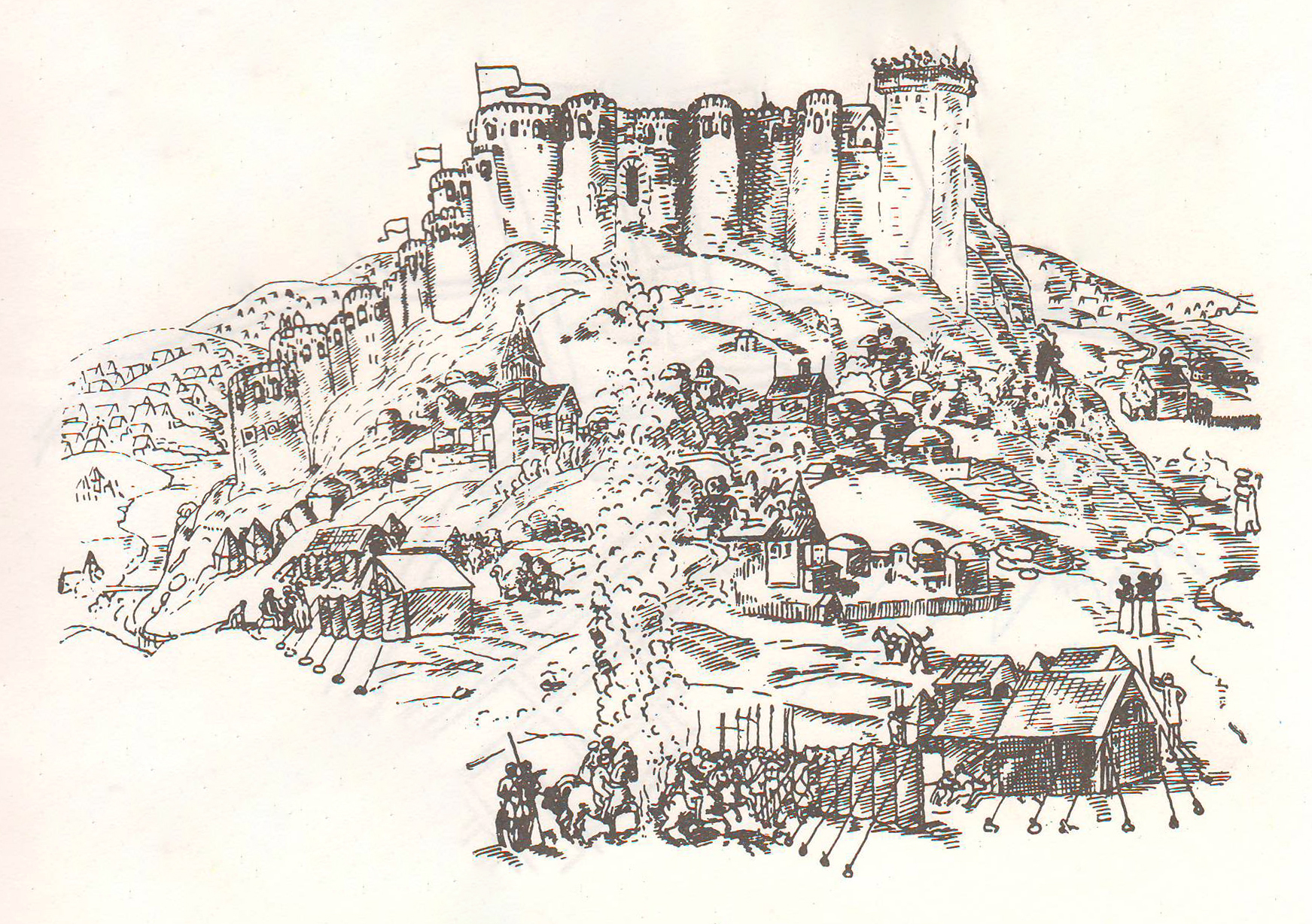
Крепость в Гори
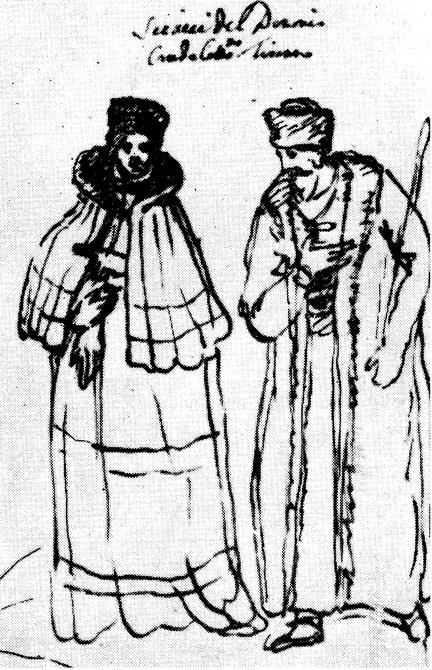
Русские послы Н. Толочанов и А. Иевлев

Письма и отчёты, которые де Кастелли ежегодно отправлял из Грузии в Италию, хранятся в Сант-Андреа-делла-Валле в Риме.
Мемуары де Кастелли (Missioni per molti paesi d’infedeli), написанные в 1658—1660 годах, начинаются с описания пожара в Озургети 1636 года, а заканчивается его возвращением в Италию.
Кроме этого, де Кастелли, предположительно, является автором произведения «Meditazioni, ed orazioni giaculatorie sopra i misterj della Passione di Christo», опубликованного анонимно, ещё до того, как он стал священником, и двух произведений на грузинском языке: «О сладости божественной любви», посвящённому Елене Атабаго, и «Размышления о страданиях Христа», посвящённому католикосу Малахии II Гуриели.

## Память
в 1990-х годах в честь Кристофоро де Кастелли был назван сквер в Тбилиси.

## Издания
Кастелли, Кристофоро Де [Текст] : [Альбом зарисовок и реляция Де Кастелли] / [пер., исслед. и коммент. Б. Гиоргадзе]. — Тбилиси : Мецниереба, 1977. — 457 с.; 267 л. ил. : цв. ил.; 26 см.